# Volley Bergamo 2007-2008
Questa voce raccoglie le informazioni riguardanti il Volley Bergamo nelle competizioni ufficiali della stagione 2007-2008.

## Stagione
La stagione 2007-08 è per il Volley Bergamo, sponsorizzato dalla Foppapedretti, la quattordicesima consecutiva in Serie A1; sulla panchina viene chiamato Lorenzo Micelli, mentre la rosa è solo parzialmente rinnovata, con numerose conferme come quelle di Francesca Piccinini, Eleonora Lo Bianco, Paola Croce, Maja Poljak, Angelina Grün e Jenny Barazza: tra i nuovi arrivi quelli di Valentina Arrighetti, Valentina Fiorin e Milena Rosner, mentre tre le partenze quelle di Katarina Barun, Paola Paggi e Manuela Secolo.
Il campionato inizia con otto vittorie consecutive: la prima sconfitta arriva alla nona giornata, per 3-2, in casa della Pallavolo Sirio Perugia, seguita poi, nella giornata successiva, da un nuovo stop, sempre per 3-2, contro l'Asystel Volley; il girone di andata si conclude con il successo sulla Futura Volley Busto Arsizio e il terzo posto in classifica. Il girone di ritorno si apre con altre tre vittorie, seguite poi da due insuccessi: nelle ultime sette giornate di regular season la squadra orobica perde solamente in un'altra occasione, in casa, contro il Vicenza Volley, chiudendo al secondo posto in classifica. Nei quarti di finale dei play-off scudetto il Volley Bergamo vince la serie con un doppio 3-0 contro il Santeramo Sport, ma viene poi eliminato dalla corsa allo scudetto nelle semifinali, a seguito della sconfitta in gara 3, dopo che la serie era in parità, inflitta dalla Pallavolo Sirio Perugia.
Tutte le società partecipanti alla Serie A1 e alla Serie A2 2007-08 sono di diritto qualificate alla Coppa Italia; il Volley Bergamo vince il proprio raggruppamento nella fase a gironi con cinque vittorie su sei gare disputate, qualificandosi ai quarti di finale, dove affronta, battendo per 3-0, il Chieri Volley: in semifinale ha la meglio, al tie-break, sul Giannino Pieralisi Volley, e, con lo stesso risultato, ottiene il successo nella competizione per la quinta volta, battendo in finale il Robursport Volley Pesaro.

## Organigramma societario
Area direttiva
- Presidente: Luciano Bonetti

Area tecnica
- Allenatore: Lorenzo Micelli
- Allenatore in seconda: Davide Mazzanti
- Assistente allenatore: Andrea Simoncelli
- Scout man: Gianni Bonacina
- Video man: Matteo Bertini

Area sanitaria
- Medico: Fabrizio Centonze, Sergio Veneziani
- Preparatore atletico: Roberto Benis
- Fisioterapista: Giuseppe Ferrenti, Celeste Mora

## Rosa
| N° | Nome                    | Ruolo | Data di nascita  | Nazionalità sportiva |
| -- | ----------------------- | ----- | ---------------- | -------------------- |
| 1  | Angela Gabbiadini       | S     | 12 maggio 1992   | Italia               |
| 2  | Angelina Grün           | S/O   | 2 dicembre 1979  | Germania             |
| 3  | Paola Croce             | L     | 6 marzo 1978     | Italia               |
| 3  | Alessandra Camarda      | L     | 5 agosto 1988    | Italia               |
| 4  | Michela Betelli         | S     | 1992             | Italia               |
| 4  | Sara Loda               | S     | 22 agosto 1990   | Italia               |
| 4  | Marina Zambelli         | C     | 1º gennaio 1990  | Italia               |
| 4  | Milena Rosner           | S     | 4 gennaio 1980   | Polonia              |
| 5  | Katarzyna Gujska        | P     | 15 febbraio 1975 | Polonia              |
| 6  | Chiara Fusi             | S     | 1992             | Italia               |
| 6  | Jenny Barazza           | C     | 24 luglio 1981   | Italia               |
| 6  | Federica Tasca          | C     | 29 gennaio 1989  | Italia               |
| 8  | Enrica Merlo            | L     | 28 dicembre 1988 | Italia               |
| 9  | Indre Sorokaite         | S     | 2 luglio 1988    | Italia               |
| 12 | Francesca Piccinini     | S     | 10 gennaio 1979  | Italia               |
| 12 | Chiara Lapi             | S     | 3 marzo 1991     | Italia               |
| 12 | Ilaria Cassis           | S/O   | 27 giugno 1988   | Italia               |
| 13 | Valentina Arrighetti    | C     | 26 gennaio 1985  | Italia               |
| 14 | Stefania Corna          | P     | 5 novembre 1990  | Italia               |
| 14 | Eleonora Lo Bianco      | P     | 22 dicembre 1979 | Italia               |
| 14 | Laura Mazzoleni         | S     | 1993             | Italia               |
| 14 | Andrea Celeste Sangalli | S     | 1993             | Italia               |
| 15 | Valentina Fiorin        | S     | 9 ottobre 1994   | Italia               |
| 18 | Maja Poljak             | C     | 2 maggio 1983    | Croazia              |

## Mercato
| Acquisti | Acquisti                | Acquisti      | Acquisti      |
| R.       | Nome                    | da            | Modalità      |
| -------- | ----------------------- | ------------- | ------------- |
| C        | Valentina Arrighetti    | Vicenza       | definitivo    |
| S/O      | Ilaria Cassis           | ?             | definitivo    |
| S        | Michela Betelli         | ?             | definitivo    |
| L        | Alessandra Camarda      | Pisogne       | definitivo    |
| P        | Stefania Corna          | Club Italia   | definitivo    |
| S        | Valentina Fiorin        | Chieri        | definitivo    |
| S        | Chiara Fusi             | ?             | definitivo    |
| S        | Chiara Lapi             | giovanili     | definitivo    |
| S        | Laura Mazzoleni         | ?             | definitivo    |
| L        | Enrica Merlo            | Reggio Emilia | definitivo    |
| S        | Serena Ortolani         | River         | fine prestito |
| S        | Milena Rosner           | Tenerife      | definitivo    |
| S        | Andrea Celeste Sangalli | ?             | definitivo    |
| C        | Federica Tasca          | Pisogne       | definitivo    |

| Cessioni | Cessioni                 | Cessioni      | Cessioni   |
| R.       | Nome                     | a             | Modalità   |
| -------- | ------------------------ | ------------- | ---------- |
| P        | Hawa Bara                | ?             | definitivo |
| S/O      | Katarina Barun           | Chieri        | definitivo |
| S        | Mara Canavesi            | ?             | definitivo |
| C        | Paola Casati             | ?             | definitivo |
| S        | Sara Gotti               | ?             | definitivo |
| S/O      | Serena Ortolani          | Busto Arsizio | prestito   |
| C        | Paola Paggi              | Asystel       | definitivo |
| S        | Giulia Piccoli Trapletti | ?             | definitivo |
| S        | Manuela Secolo           | Chieri        | definitivo |
| C        | Gifty Vandyck            | ?             | definitivo |
| C        | Alessandra Verzeroli     | ?             | definitivo |

## Risultati

### Serie A1

#### Girone di andata
| 1ª giornata - 7 ottobre 2007 PalaNorda, Bergamo                    | Bergamo           | 3 - 0 | Forlì              | 25-15, 25-18, 25-9                |
| 2ª giornata - 10 ottobre 2007 PalaCooper, Santeramo in Colle       | Santeramo         | 0 - 3 | Bergamo            | 19-25, 22-25, 19-25               |
| 3ª giornata - 14 ottobre 2007 PalaNorda, Bergamo                   | Bergamo           | 3 - 1 | Chieri             | 25-18, 25-15, 20-25, 25-23        |
| 4ª giornata - 17 ottobre 2007 PalaNorda, Bergamo                   | Bergamo           | 3 - 0 | Giannino Pieralisi | 25-21, 25-23, 25-17               |
| 5ª giornata - 28 novembre 2007 PalaDionigi, Sant'Angelo in Lizzola | Robursport Pesaro | 2 - 3 | Bergamo            | 25-19, 25-23, 19-25, 21-25, 14-16 |
| 6ª giornata - 2 dicembre 2007 PalaNorda, Bergamo                   | Bergamo           | 3 - 0 | Altamura           | 25-12, 26-24, 25-23               |
| 7ª giornata - 9 dicembre 2007 PalaRuggi, Imola                     | Vicenza           | 1 - 3 | Bergamo            | 26-24, 20-25, 22-25, 19-25        |
| 8ª giornata - 14 dicembre 2007 PalaNorda, Bergamo                  | Bergamo           | 3 - 0 | Sassuolo           | 25-17, 25-17, 25-17               |
| 9ª giornata - 23 dicembre 2007 PalaEvangelisti, Perugia            | Sirio Perugia     | 3 - 2 | Bergamo            | 20-25, 23-25, 25-19, 25-17, 15-12 |
| 10ª giornata - 26 dicembre 2007 PalaDalLago, Novara                | Asystel           | 3 - 2 | Bergamo            | 25-22, 15-25, 25-21, 22-25, 15-8  |
| 11ª giornata - 29 dicembre 2007 PalaNorda, Bergamo                 | Bergamo           | 3 - 0 | Busto Arsizio      | 25-20, 25-13, 25-14               |

#### Girone di ritorno
| 12ª giornata - 27 gennaio 2008 PalaGalassi, Forlì         | Forlì              | 0 - 3 | Bergamo           | 16-25, 21-25, 12-25               |
| 13ª giornata - 30 gennaio 2008 PalaNorda, Bergamo         | Bergamo            | 3 - 1 | Santeramo         | 21-25, 25-17, 25-20, 25-14        |
| 14ª giornata - 6 febbraio 2008 PalaMaddalene, Chieri      | Chieri             | 1 - 3 | Bergamo           | 24-26, 25-21, 13-25, 20-25        |
| 15ª giornata - 9 febbraio 2008 PalaTriccoli, Jesi         | Giannino Pieralisi | 3 - 1 | Bergamo           | 25-22, 22-25, 25-15, 25-20        |
| 16ª giornata - 15 febbraio 2008 PalaNorda, Bergamo        | Bergamo            | 2 - 3 | Robursport Pesaro | 25-22, 22-25, 19-25, 25-16, 18-20 |
| 17ª giornata - 24 febbraio 2008 PalaBaldassarra, Altamura | Altamura           | 2 - 3 | Bergamo           | 25-16, 25-27, 25-18, 21-25, 9-15  |
| 18ª giornata - 2 marzo 2008 PalaNorda, Bergamo            | Bergamo            | 2 - 3 | Vicenza           | 25-17, 23-25, 25-16, 13-25, 7-15  |
| 19ª giornata - 9 marzo 2008 PalaPaganelli, Sassuolo       | Sassuolo           | 1 - 3 | Bergamo           | 26-28, 25-18, 16-25, 20-25        |
| 20ª giornata - 16 marzo 2008 PalaNorda, Bergamo           | Bergamo            | 3 - 0 | Sirio Perugia     | 29-27, 25-17, 25-18               |
| 21ª giornata - 22 marzo 2008 PalaNorda, Bergamo           | Bergamo            | 3 - 2 | Asystel           | 25-15, 19-25, 25-23, 26-28, 15-11 |
| 22ª giornata - 6 aprile 2008 PalaYamamay, Busto Arsizio   | Busto Arsizio      | 0 - 3 | Bergamo           | 21-25, 18-25, 12-25               |

#### Play-off scudetto
| Quarti di finale (gara 1) - 10 aprile 2008 PalaCooper, Santeramo in Colle | Santeramo     | 0 - 3 | Bergamo       | 15-25, 14-25, 17-25               |
| Quarti di finale (gara 2) - 12 aprile 2008 PalaNorda, Bergamo             | Bergamo       | 3 - 0 | Santeramo     | 25-12, 25-21, 25-9                |
| Semifinali (gara 1) - 16 aprile 2008 PalaEvangelisti, Perugia             | Sirio Perugia | 3 - 2 | Bergamo       | 25-22, 19-25, 25-27, 25-22, 17-15 |
| Semifinali (gara 2) - 18 aprile 2008 PalaNorda, Bergamo                   | Bergamo       | 3 - 0 | Sirio Perugia | 25-15, 25-17, 25-19               |
| Semifinali (gara 3) - 20 aprile 2008 PalaNorda, Bergamo                   | Bergamo       | 2 - 3 | Sirio Perugia | 25-21, 18-25, 26-24, 15-25, 12-15 |

### Coppa Italia

#### Fase a gironi
| 1ª giornata - 20 ottobre 2007 PalaParenti, Santa Croce sull'Arno | Santa Croce | 0 - 3 | Bergamo     | 16-25, 24-26, 21-25               |
| 2ª giornata - 24 ottobre 2007 PalaNorda, Bergamo                 | Bergamo     | 3 - 1 | Forlì       | 26-24, 22-25, 25-19, 28-26        |
| 3ª giornata - 27 ottobre 2007 PalaLido, Milano                   | Life Milano | 2 - 3 | Bergamo     | 18-25, 25-22, 25-19, 16-25, 16-18 |
| 4ª giornata - 3 novembre 2007 PalaGalassi, Forlì                 | Forlì       | 0 - 3 | Bergamo     | 24-26, 15-25, 18-25               |
| 5ª giornata - 11 novembre 2007 PalaNorda, Bergamo                | Bergamo     | 3 - 1 | Santa Croce | 25-17, 25-22, 22-25, 25-11        |
| 6ª giornata - 18 novembre 2007 PalaNorda, Bergamo                | Bergamo     | 1 - 3 | Life Milano | 23-25, 25-19, 20-25, 23-25        |

#### Fase a eliminazione diretta
| Quarti di finale - 28 marzo 2008 PalaSavena, San Lazzaro di Savena | Bergamo           | 3 - 0 | Chieri             | 25-20, 25-17, 25-12               |
| Semifinali - 29 marzo 2008 PalaSavena, San Lazzaro di Savena       | Bergamo           | 3 - 2 | Giannino Pieralisi | 22-25, 25-14, 30-28, 20-25, 17-15 |
| Finale - 30 marzo 2008 PalaSavena, San Lazzaro di Savena           | Robursport Pesaro | 2 - 3 | Bergamo            | 25-22, 22-25, 25-19, 27-29, 16-18 |

## Statistiche

### Statistiche di squadra
| Competizione | Punti | In casa | In casa | In casa | In trasferta | In trasferta | In trasferta | Totale | Totale | Totale |
| Competizione | Punti | G       | V       | P       | G            | V            | P            | G      | V      | P      |
| ------------ | ----- | ------- | ------- | ------- | ------------ | ------------ | ------------ | ------ | ------ | ------ |
| Serie A1     | 52    | 14      | 11      | 3       | 13           | 9            | 4            | 27     | 20     | 7      |
| Coppa Italia | 14    | 3       | 2       | 1       | 3            | 3            | 0            | 9      | 8      | 1      |
| Totale       | -     | 17      | 13      | 4       | 16           | 12           | 4            | 36     | 28     | 8      |

G = partite giocate; V = partite vinte; P = partite perse

### Statistiche dei giocatori
| V. Arrighetti | 22 | 191 | 143 | 40  | 8  | Statistiche assenti | Statistiche assenti |
| J. Barazza    | 12 | 122 | 66  | 43  | 13 | Statistiche assenti | Statistiche assenti |
| M. Betelli    | -  | -   | -   | -   | -  | Statistiche assenti | Statistiche assenti |
| A. Camarda    | 2  | 0   | 0   | 0   | 0  | Statistiche assenti | Statistiche assenti |
| I. Cassis     | -  | -   | -   | -   | -  | Statistiche assenti | Statistiche assenti |
| S. Corna      | 1  | 0   | 0   | 0   | 0  | Statistiche assenti | Statistiche assenti |
| P. Croce      | 19 | 0   | 0   | 0   | 0  | Statistiche assenti | Statistiche assenti |
| V. Fiorin     | 24 | 113 | 95  | 15  | 3  | Statistiche assenti | Statistiche assenti |
| C. Fusi       | -  | -   | -   | -   | -  | Statistiche assenti | Statistiche assenti |
| A. Gabbiadini | -  | -   | -   | -   | -  | Statistiche assenti | Statistiche assenti |
| A. Grün       | 27 | 484 | 401 | 50  | 33 | Statistiche assenti | Statistiche assenti |
| K. Gujska     | 15 | 8   | 4   | 2   | 2  | Statistiche assenti | Statistiche assenti |
| C. Lapi       | -  | -   | -   | -   | -  | Statistiche assenti | Statistiche assenti |
| E. Lo Bianco  | 25 | 63  | 32  | 20  | 11 | Statistiche assenti | Statistiche assenti |
| S. Loda       | -  | -   | -   | -   | -  | Statistiche assenti | Statistiche assenti |
| L. Mazzoleni  | -  | -   | -   | -   | -  | Statistiche assenti | Statistiche assenti |
| E. Merlo      | 14 | 0   | 0   | 0   | 0  | Statistiche assenti | Statistiche assenti |
| F. Piccinini  | 27 | 364 | 322 | 23  | 19 | Statistiche assenti | Statistiche assenti |
| M. Poljak     | 27 | 350 | 220 | 113 | 17 | Statistiche assenti | Statistiche assenti |
| M. Rosner     | 21 | 95  | 79  | 12  | 4  | Statistiche assenti | Statistiche assenti |
| A. Sangalli   | -  | -   | -   | -   | -  | Statistiche assenti | Statistiche assenti |
| I. Sorokaite  | 26 | 86  | 74  | 10  | 2  | Statistiche assenti | Statistiche assenti |
| F. Tasca      | 0  | 0   | 0   | 0   | 0  | Statistiche assenti | Statistiche assenti |
| M. Zambelli   | 0  | 0   | 0   | 0   | 0  | Statistiche assenti | Statistiche assenti |

P = presenze; PT = punti totali; AV = attacchi vincenti; MV = muri vincenti; BV = battute vincenti